# Ulica Jodłowa we Wrocławiu

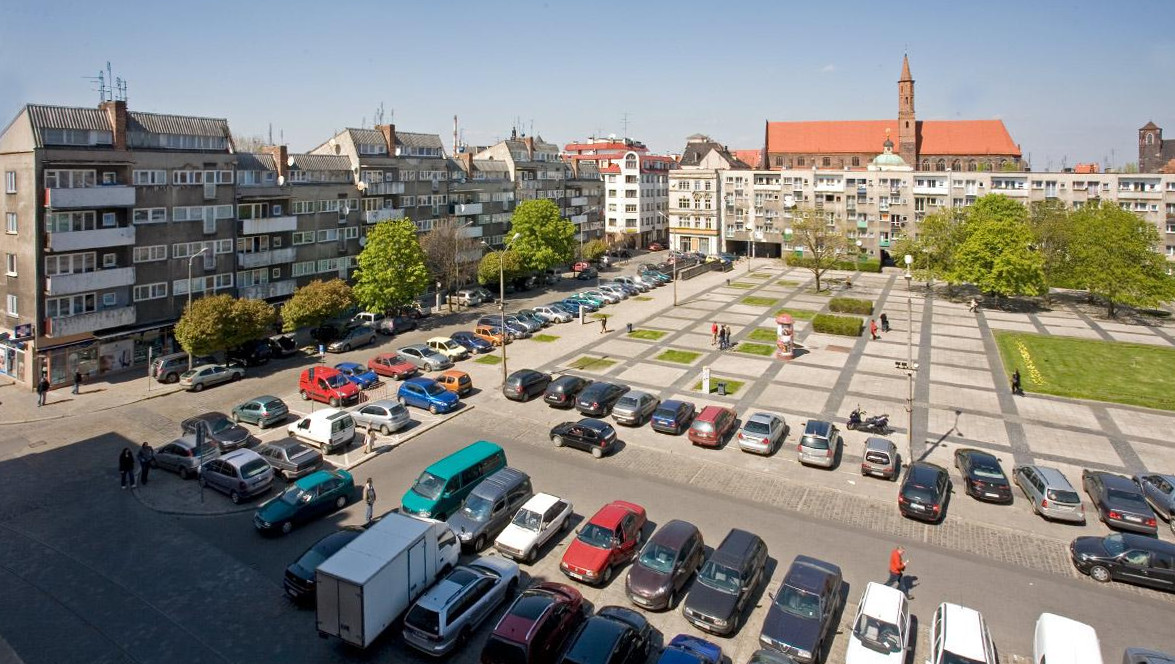
Pl. Nowy Targ, pierzeja zachodnia i północna, kamienica przy ul. Jodłowej 1 i początek ulicy.

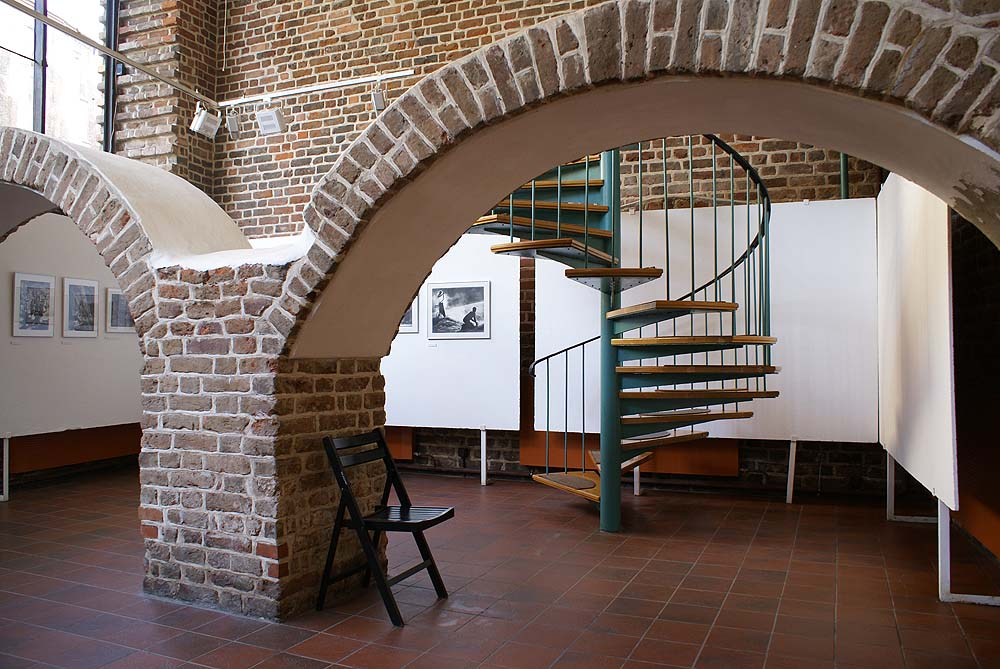
Wnętrze galerii.

Ulica Jodłowa – ulica położona we Wrocławiu na Starym Mieście. Łączy plac Nowy Targ z placem Biskupa Nankiera. Ma 89 m długości. Ulica powstała już w średniowieczu. W pierzei wschodniej znajduje się między innymi domek romański.

## Historia
Ulica Jodłowa jest starą ulicą średniowieczna, o której pierwszy znany zapis pochodzi z 1359 roku. Przy ulicy ówcześnie mieszkali przedstawiciele różnych rzemiosł, między innymi odnotowano w 1391 roku cieślę i pergamenistę, a w 1403 roku druciarza. Znajdował się tu także konwent beginek. W późniejszym okresie wybudowano tu między innymi kamienicę, która istniała do końcówki XIX wieku, nazwaną domem „Pod Trzema Jodłami”. 
W czasie działań wojennych prowadzonych podczas oblężenia Wrocławia w 1945 roku część zabudowy uległa zniszczeniu. Pierwsze zniszczenia powstały w marcu 1945 roku, ale największe podczas pożaru jaki wybuchł po lotniczym bombardowaniu z użyciem bomb fosforowych 1 kwietnia 1945 roku. Ponadto po wojnie nastąpiła dekapitalizacja pozostałych kamienic, które zostały stopniowo rozebrane. 
Częściowo w miejsce tej zabudowy powstała po wojnie zabudowa leżąca przy placu biskupa Nankiera (1964 r.) oraz placu Nowy Targ (lata 1961-1965). Zabudowa ta powstała w miejsce zburzonych budynków. Przy odgruzowywaniu tego terenu natrafiono, w północnej części ulicy Jodłowej przy skrzyżowaniu z placem biskupa Nankera, na pozostałości XIII wiecznego domu romańskiego. Relikty budynku zostały zakonserwowane i zabudowane budynkiem galerii, przylegającym do budynku mieszkalnego.

## Nazwy
W swojej historii ulica nosiła następujące nazwy własne: 
- Tannengasse – „Jodłowa”, „W jodłowym zagajniku”, do 1945 r.[2][3][8],
- Jodłowa, od 1945 r.[1][2][3][8].

Wcześniejsza nazwa z języka niemieckiego Tannengasse – w języku polskim „Jodłowa”, była nazwą pierwotną, której pochodzenie nie jest ustalone. Jedynie na podstawie drugiej nazwy  „W jodłowym zagajniku”, pojawiającej się niekiedy obok wyżej wymienionej, jako bardziej opisowej, nasuwa przypuszczenia o istnieniu w tym rejonie terenu zadrzewionego właśnie jodłami, lecz hipoteza ta nie ma potwierdzenia. Niektóry autorzy wskazując natomiast na istnienie niegdyś przy tej ulicy „Domu pod Jodłą”, „Pod Trzema Jodłami” (Jodła – niem. Tanne), wysuwają twierdzenie, iż nazwa ulicy odnosi się do nazwy tego właśnie domu. Współczesna nazwa ulicy została nadana przez Zarząd Miejski i ogłoszona w okólniku nr 97 z 31.11.1945 r..

## Układ drogowy
Do ulicy przypisana jest droga gminna o długości 89 m, klasy dojazdowej.
Ulice i place powiązane z ulicą Jodłową:
- skrzyżowanie:
  - plac Nowy Targ[1][10]
  - ulica Nożownicza[11]
- skrzyżowanie: Plac Biskupa Nankiera[1][12].

## Zabudowa i zagospodarowanie
W pierzei zachodniej przy skrzyżowaniu z ulicą Nożowniczą położony jest współczesny budynek mieszkalno-usługowy. Dalej znajduje się częściowo ogrodzony teren niezabudowany, a za nim budynek przy placu Biskupa Nankiera . Dopuszcza się zabudowę wolnej przestrzeni z obowiązkiem zapewnienia dojazdu i dojścia do wnętrza kwartału.
W pierzei wschodniej, na narożniku zabudowy placu Nowy Targ znajduje się zachowana kamienica, a za nią niezabudowana przestrzeń z zielenią urządzoną. Natomiast przy placu biskupa Nankiera po tej stronie ulicy znajduje się powojenny budynek mieszkalny z przybudowaną galerią .
Oś widokowa ulicy w kierunku południowym biegnie wzdłuż pierzei zachodniej placu Nowy Targ, na którą składa się powojenny budynek mieszkalno-usługowy  i dalej wzdłuż ulicy Krowiej . Natomiast oś widokową w kierunku północnym zamyka kościół św. Wincentego (obecnie katedra greckokatolicka).

## Ochrona i zabytki
Obszar, na którym położona jest ulica Jodłowa podlega ochronie w ramach zespołu urbanistycznego Starego Miasta z XIII-XIX wieku, wpisanego do rejestru zabytków pod nr rej.: 196 z 15.02.1962 oraz A/1580/212 z 12.05.1967. Inną formą ochrony tych obszarów jest ustanowienie historycznego centrum miasta, w nieco szerszym obszarowo zakresie niż wyżej wskazany zespół urbanistyczny, jako pomnik historii  . Samo miasto włączyło ten obszar jako cenny i wymagający ochrony do Parku Kulturowego "Stare Miasto", który zakłada ochronę krajobrazu kulturowego oraz uporządkowanie, zachowanie i właściwe kształtowanie krajobrazu kulturowego oraz historycznego charakteru najstarszej części miasta . Ponadto istnieją dodatkowe obostrzenia w miejscowym planie zagospodarowania przestrzennego dotyczące między innymi wyeksponowania "Domu romańskiego", czy stosowania nawierzchni kamiennej ulic i chodników.
Przy ulicy i w najbliższym otoczeniu znajdują się następujące zabytki:
| nr                    | obiekt | powstanie | nr rej.                                                                               | foto |
| --------------------- | --- | --- | ------------------------------------------------------------------------------------- | ---- |
| ulica Jodłowa         | | |                                                                                       |      |
| 1                     | Kamienica, ob. z częściowo usługowym przyziemiem pierzeja wschodnia | ok. 1895 r., po 1945 r. | mpzp , GEZ                                                                            |      |
| plac biskupa Nankiera | | |                                                                                       |      |
| 7                     | Kamienica "Pod Złotym Koszykiem", ob. budynek mieszkalno-biurowy pierzeja zachodnia | XVIII w., poł. XIX w., l. 1979-1982 (remont), 2013 r. (remont) (poł. XIX w.) | A/1607/8 z dn. 30.12.1970                                                             |      |
| 8                     | Dom klasztoru NMP na Piasku, tzw. "Dom Panien Trzebnickich", ob. Galeria Fotografii, Foto-Medium-Art, tzw. domek romański pierzeja wschodnia | XIII w. (1208, 1218 r. - przywileje Henryka I), XX w. (pocz. XIII-XX w.) | rejestr zabytków: nr 168/202 z dn. 30.12.1970                                         |      |
| 15                    | Kościół klasztorny franciszkanów pw. św. Jacka, od 1530 r. kościół klasztorny norbertanów pw. św. Wincentego, następnie krucjalny, parafii rzym.-kat., garnizonowy, od 1991 r. katedralny greckokatolicki zamyka oś widokową ulicy w kierunku północnym | ok. 1234 r. (relikty), XIII w., 2 poł. XIV w. (roz- i przebudowa), poł. XV w., pocz. XVII w., 1698 r. (kruchta), l. 1723-1727 (przebudowa kpl Mariackiej na mauzoleum Hochbergów), pocz. XX w., po 1945 r. (1232, XIV, XVII-XVIII, po 1945) | rejestr zabytków: nr A/5354/8 z dn. 26.11.1947 oraz A/3144/110 (dec.108) z 14.02.1962 |      |

## Zobacz też

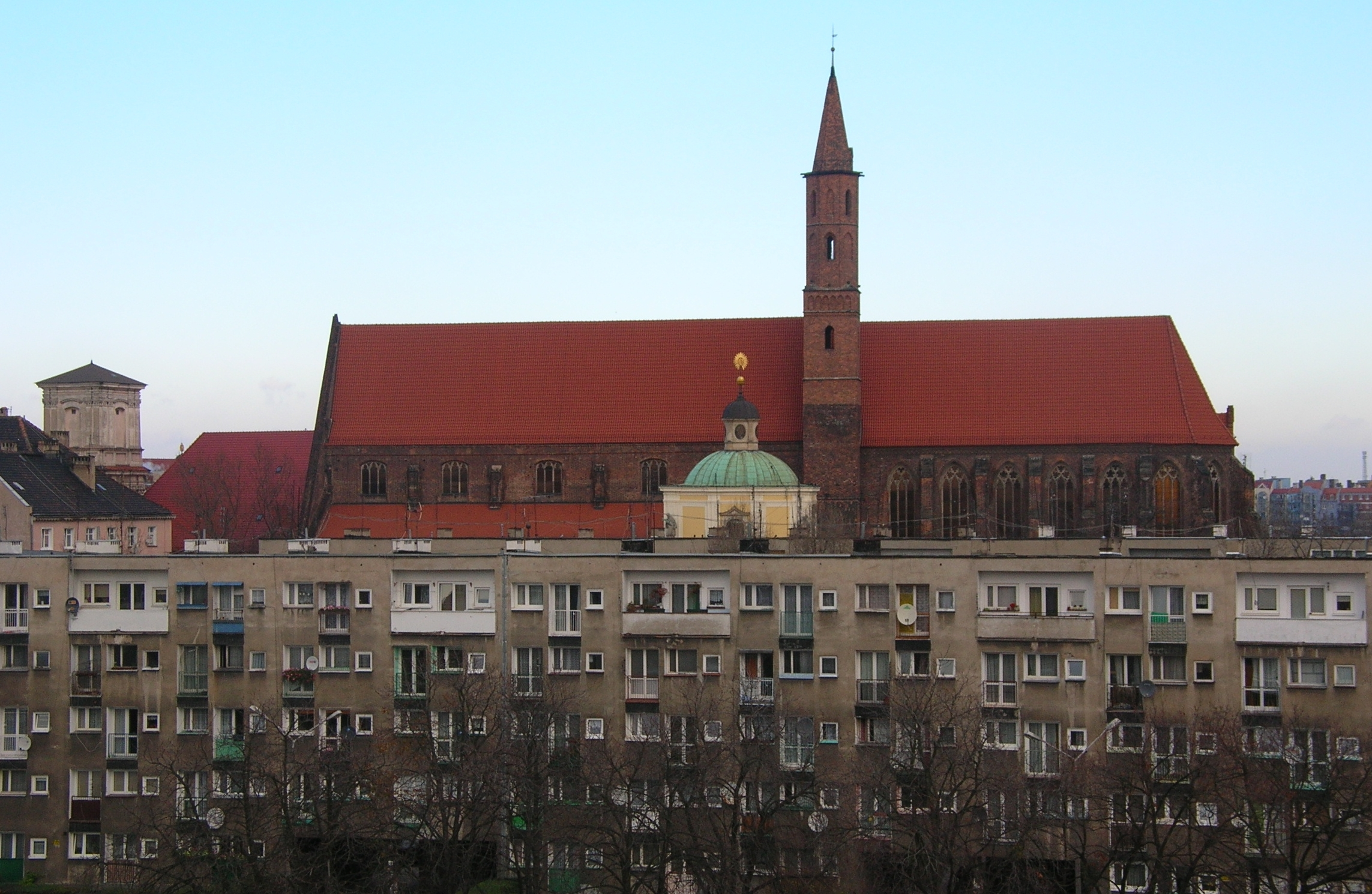
Zabudowa pl. Nowy Targ i Nankiera, za nią kościół.